# Равиљијано (Перуђа)
Равиљијано је насеље у Италији у округу Перуђа, региону Умбрија.
Према процени из 2011. у насељу је живело 27 становника. Насеље се налази на надморској висини од 327 м.